# HD 70267
HD 70267 è una stella bianco-gialla nella sequenza principale di magnitudine 6,46 situata nella costellazione della Carena. Dista 254 anni luce dal sistema solare.

## Osservazione
Si tratta di una stella situata nell'emisfero celeste australe. La sua posizione è fortemente australe e ciò comporta che la stella sia osservabile prevalentemente dall'emisfero sud, dove si presenta circumpolare anche da gran parte delle regioni temperate; dall'emisfero nord la sua visibilità è invece limitata alle regioni temperate inferiori e alla fascia tropicale. Essendo di magnitudine pari a 6,5, non è osservabile ad occhio nudo; per poterla scorgere è sufficiente comunque anche un binocolo di piccole dimensioni, a patto di avere a disposizione un cielo buio.
Il periodo migliore per la sua osservazione nel cielo serale ricade nei mesi compresi fra dicembre e maggio; nell'emisfero sud è visibile anche all'inizio dell'inverno, grazie alla declinazione australe della stella, mentre nell'emisfero nord può essere osservata limitatamente durante i mesi della tarda estate boreale.

## Caratteristiche fisiche
La stella è una bianco-gialla nella sequenza principale; possiede una magnitudine assoluta di 2 e la sua velocità radiale positiva indica che la stella si sta allontanando dal sistema solare.

## Sistema stellare
HD 70267 è un sistema multiplo formato da 3 componenti. La componente principale A è una stella di magnitudine 6,46. La componente B è di magnitudine 9,7, separata da 43,8 secondi d'arco da A e con angolo di posizione di 155 gradi. La componente C è di magnitudine 9,9, separata da 3,1 secondi d'arco da B e con angolo di posizione di 087 gradi.